# Patinação de velocidade em pista curta nos Jogos Olímpicos de Inverno de 2014 - 500 m masculino
As competições de 500 m masculino da patinação de velocidade nos Jogos Olímpicos de Inverno de 2014 foram disputadas no Palácio de Patinação Iceberg em Sóchi, nos dias 18 e 21 de fevereiro de 2014.

## Medalhistas
| Ouro   | RUS Viktor Ahn       |
| Prata  | CHN Wu Dajing        |
| Bronze | CAN Charle Cournoyer |

## Resultados

### Preliminares

#### Eliminatórias
Q — qualificada para as semifinais
ADV — avançou
PEN — pênalti
YC — cartão amarelo
| Pos. | Bateria | Atleta                     | Tempo    | Notas |
| ---- | ------- | -------------------------- | -------- | ----- |
| 1    | 1       | KOR Park Se-yeong          | 41.566   | Q     |
| 2    | 1       | JPN Satoshi Sakashita      | 41.629   | Q     |
| 3    | 1       | ISR Vladislav Bykanov      | 41.769   |       |
| 4    | 1       | AUS Pierre Boda            | 42.702   |       |
| 1    | 2       | CAN Charle Cournoyer       | 41.180   | Q     |
| 2    | 2       | NED Freek van der Wart     | 41.190   | Q     |
| 3    | 2       | HUN Sándor Liu Shaolin     | 41.683   |       |
| 4    | 2       | ITA Anthony Lobello        | 42.133   |       |
| 1    | 3       | CHN Liang Wenhao           | 41.647   | Q     |
| 2    | 3       | KOR Lee Han-Bin            | 41.982   | Q     |
| 3    | 3       | ITA Yuri Confortola        | 42.042   |       |
| 4    | 3       | USA Eduardo Alvarez        | 1:15.108 |       |
| 1    | 4       | CHN Han Tianyu             | 41.592   | Q     |
| 2    | 4       | RUS Vladimir Grigorev      | 41.883   | Q     |
| 3    | 4       | FRA Sébastien Lepape       | 42.167   |       |
| 4    | 4       | GBR Jack Whelbourne        | 42.513   |       |
| 1    | 5       | RUS Viktor Ahn             | 41.450   | Q     |
| 2    | 5       | GBR Jon Eley               | 41.554   | Q     |
| 3    | 5       | KAZ Aidar Bekzhanov        | 41.800   |       |
| 4    | 5       | USA Jordan Malone          | 42.533   |       |
| 1    | 6       | CHN Wu Dajing              | 41.712   | Q     |
| 2    | 6       | HUN Viktor Knoch           | 42.261   | Q     |
| 3    | 6       | NED Niels Kerstholt        | 42.441   |       |
| 4    | 6       | KAZ Nurbergen Zhumagaziyev | 42.680   |       |
| 1    | 7       | CAN Olivier Jean           | 41.616   | Q     |
| 2    | 7       | USA J. R. Celski           | 41.717   | Q     |
| 3    | 7       | TPE Mackenzie Blackburn    | 42.337   |       |
| 4    | 7       | FRA Thibaut Fauconnet      | 42.368   |       |
| 1    | 8       | NED Sjinkie Knegt          | 41.235   | Q     |
| 2    | 8       | RUS Semen Elistratov       | 41.355   | Q     |
| 3    | 8       | GER Robert Seifert         | 41.624   |       |
| 4    | 8       | CAN Charles Hamelin        | 1:18.871 |       |

#### Quartas de final
Q — classificado para as semifinais
ADV — avançou
PEN — pênalti
YC — cartão amarelo
| Pos. | Bateria | Atleta                 | Tempo    | Notas |
| ---- | ------- | ---------------------- | -------- | ----- |
| 1    | 1       | NED Sjinkie Knegt      | 41.683   | Q     |
| 2    | 1       | CHN Liang Wenhao       | 41.817   | Q     |
| 3    | 1       | HUN Viktor Knoch       | 42.043   |       |
| 4    | 1       | RUS Semen Elistratov   |          | PEN   |
| 1    | 2       | CHN Han Tianyu         | 41.390   | Q     |
| 2    | 2       | USA J. R. Celski       | 53.178   | Q     |
| 3    | 2       | JPN Satoshi Sakashita  | 59.249   | ADV   |
|      | 2       | KOR Park Se-yeong      |          | PEN   |
| 1    | 3       | CHN Wu Dajing          | 41.056   | Q     |
| 2    | 3       | CAN Charle Cournoyer   | 41.060   | Q     |
| 3    | 3       | NED Freek van der Wart | 1:01.371 |       |
|      | 3       | RUS Vladimir Grigorev  |          | PEN   |
| 1    | 4       | RUS Viktor Ahn         | 41.257   | Q     |
| 2    | 4       | GBR Jon Eley           | 41.337   | Q     |
| 3    | 4       | KOR Lee Han-Bin        | 41.471   |       |
| 4    | 4       | CAN Olivier Jean       | 41.760   |       |

#### Semifinais
QA — classificado para a final A
QB — classificado para a final B
ADV — avançou
PEN — pênalti
YC — cartão amarelo
| Pos. | Bateria | Atleta                | Tempo  | Notas |
| ---- | ------- | --------------------- | ------ | ----- |
| 1    | 1       | CHN Wu Dajing         | 40.846 | QA    |
| 2    | 1       | CAN Charle Cournoyer  | 40.945 | QA    |
| 3    | 1       | CHN Han Tianyu        | 41.151 | QB    |
| 4    | 1       | USA J. R. Celski      | 41.152 | QB    |
| 5    | 1       | JPN Satoshi Sakashita | 41.661 |       |
| 1    | 2       | RUS Viktor Ahn        | 41.063 | QA    |
| 2    | 2       | CHN Liang Wenhao      | 41.221 | QA    |
| 3    | 2       | NED Sjinkie Knegt     | 41.290 | QB    |
| 4    | 2       | GBR Jon Eley          | 41.441 | QB    |

### Finais

#### Final B (Consolação)
| Pos. | Atleta            | Tempo  | Notas |
| ---- | ----------------- | ------ | ----- |
| 1    | CHN Han Tianyu    | 41.534 |       |
| 2    | USA J. R. Celski  | 41.786 |       |
| 3    | GBR Jon Eley      | 41.870 |       |
| 4    | NED Sjinkie Knegt | 42.608 |       |

#### Final A
| Pos.              | Atleta               | Tempo    | Notas |
| ----------------- | -------------------- | -------- | ----- |
| Medalha de ouro   | RUS Viktor Ahn       | 41.312   |       |
| Medalha de prata  | CHN Wu Dajing        | 41.516   |       |
| Medalha de bronze | CAN Charle Cournoyer | 41.617   |       |
| 4                 | CHN Liang Wenhao     | 1:13.590 |       |

Legenda
| Recorde mundial      | Recorde mundial (World record)               |                       | Recorde africano                      | Recorde africano (African) |                                           | Q | Classificado por posição (Qualified) |
| Recorde olímpico     | Recorde olímpico (Olympic record)            | Recorde da América    | Recorde da América (Americas)         | q                          | Classificado por melhor tempo (Qualified) |   |                                      |
| Melhor marca do ano  | Melhor marca do ano (World leading)          | Recorde asiático      | Recorde asiático (Asian)              | DNS                        | Não largou (Did not start)                |   |                                      |
| Recorde nacional     | Recorde nacional (National record)           | Recorde europeu       | Recorde europeu (European)            | DNF                        | Não terminou (Did not finish)             |   |                                      |
| Recorde pessoal      | Recorde pessoal do atleta (Personal best)    | Recorde da Oceania    | Recorde da Oceania (Oceania)          | DSQ / DQ                   | Desclassificado (Disqualified)            |   |                                      |
| Recorde da temporada | Recorde da temporada do atleta (Season best) | Recorde sul-americano | Recorde sul-americano (South America) | NM                         | Sem marca (No mark)                       |   |                                      |